# 雅科夫·弗伦克尔

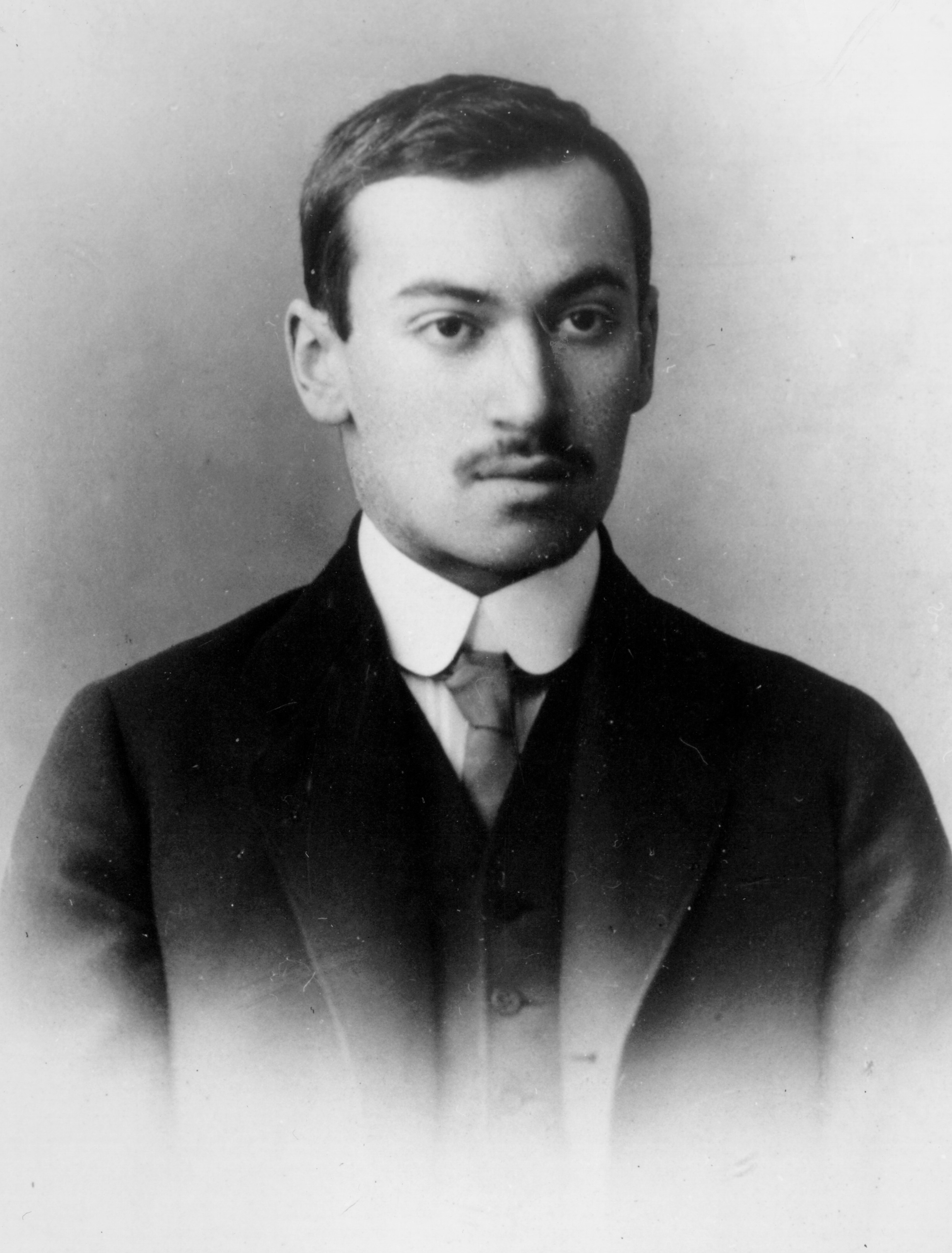
雅科夫·弗伦克尔

雅科夫·伊里奇·弗伦克尔（俄语：Яков Ильич Френкель，1894年2月10日—1952年1月23日）是一位苏联物理学家，以其在凝聚体物理学领域的成就闻名于世。

## 生平
雅科夫·伊里奇·弗伦克尔1894年2月10日生于顿河畔罗斯托夫的一个犹太人家庭。他于1910年进入圣彼得堡大学学习，三年后毕业并留校工作。1912年，他完成了有关地磁场及大气电学的首部物理学著作。这部著作引起了阿布拉姆·约费的注意。约费后来成为弗伦克尔的合作伙伴之一。
弗伦克尔自1921年至去世一直在物理技术研究所工作。自1922年开始，弗伦克尔每年都会出版一部重要的著作。他是苏联国内第一部理论物理学教程的作者。苏联内外的许多学生都受益于这部教程。因为出众的科学工作成果，弗伦克尔1929年被选为苏联科学院院士。
1920年，弗伦克尔与萨拉·伊萨科夫娜·戈尔金完婚。二人育有两个儿子，谢尔盖与维克托。他曾于1930年在美国的明尼苏达大学担任过短期的访问学者。
在进行凝聚态分子理论的研究时，弗伦克尔引入了空穴这一概念。弗伦克尔缺陷是固体及液体理论的一个重要概念。二十世纪三十年代，弗伦克尔专注研究物体的塑性形变。他所提出的弗伦克尔-康托洛娃-汤姆林森理论对于位错相关研究非常重要。

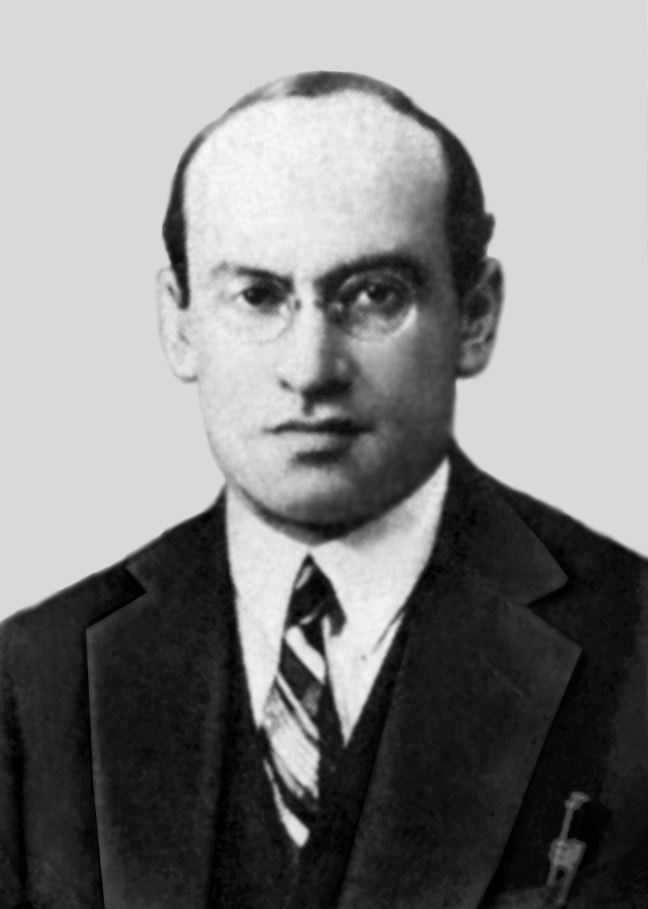
雅科夫·弗伦克尔

弗伦克尔将二十余年有关液体状态理论的研究成果汇总为专著《液体的动力学理论》。弗伦克尔于1930年至1931年所做的研究展示了晶体中由光子引起的中性激发是可行的。他假设存在一种准粒子，激子。这种准粒子会将电子束缚在晶格产生的空穴处。弗伦克尔在金属理论、原子核的液滴模型及半导体方面也做出了出众的贡献。
1938年，弗伦克尔提出了半导体的普尔-弗伦克尔效应。霍勒斯·普尔曾报告过绝缘体导电性的实验结果，并发现了电导与电场关系的经验定律。弗伦克尔后来发展了一种类似朔特基效应的微观模型，更为精准地解释了普尔的结果。
弗伦克尔1952年于列宁格勒去世。

## 部分著作
- . Clarendon Press, Oxford. 1932.[5]
- . Clarendon Press, Oxford. 1934.[6]
- . Clarendon Press, Oxford. 1946.

### 书籍
- Frenkel, V.Y.; translated by Alexander S. Silbergleit. . Basel / Boston / Berlin: Birkhäuser. 2001. ISBN 978-3-7643-2741-5 （英语）.

### 其他来源
1. ↑  . Ioffe Physico-Technical Institute.   [2016-01-14]. （原始内容存档于2014-06-28） （英语）.
2. ↑  Peierls, R. . Physics Today. 1994, 47 (6): 44–49 （英语）.
3. ↑  Braun, O.M. . Springer. 2004. ISBN 9783540407713 （英语）.
4. ↑  Frenkel, J. . Physical Review. 1938, 54: 647–648 （英语）.
5. ↑  Page, L.  (PDF). Bull. Amer. Math. Soc. 1933, 39 (7): 494. doi:10.1090/s0002-9904-1933-05667-7. （原始内容 (PDF)存档于2015-10-01） （英语）.
6. ↑  Murnaghan, F. D.  (PDF). Bull. Amer. Math. Soc. 1935, 41 (11): 776. doi:10.1090/s0002-9904-1935-06189-0. （原始内容 (PDF)存档于2015-09-29） （英语）.